# 冰菓室

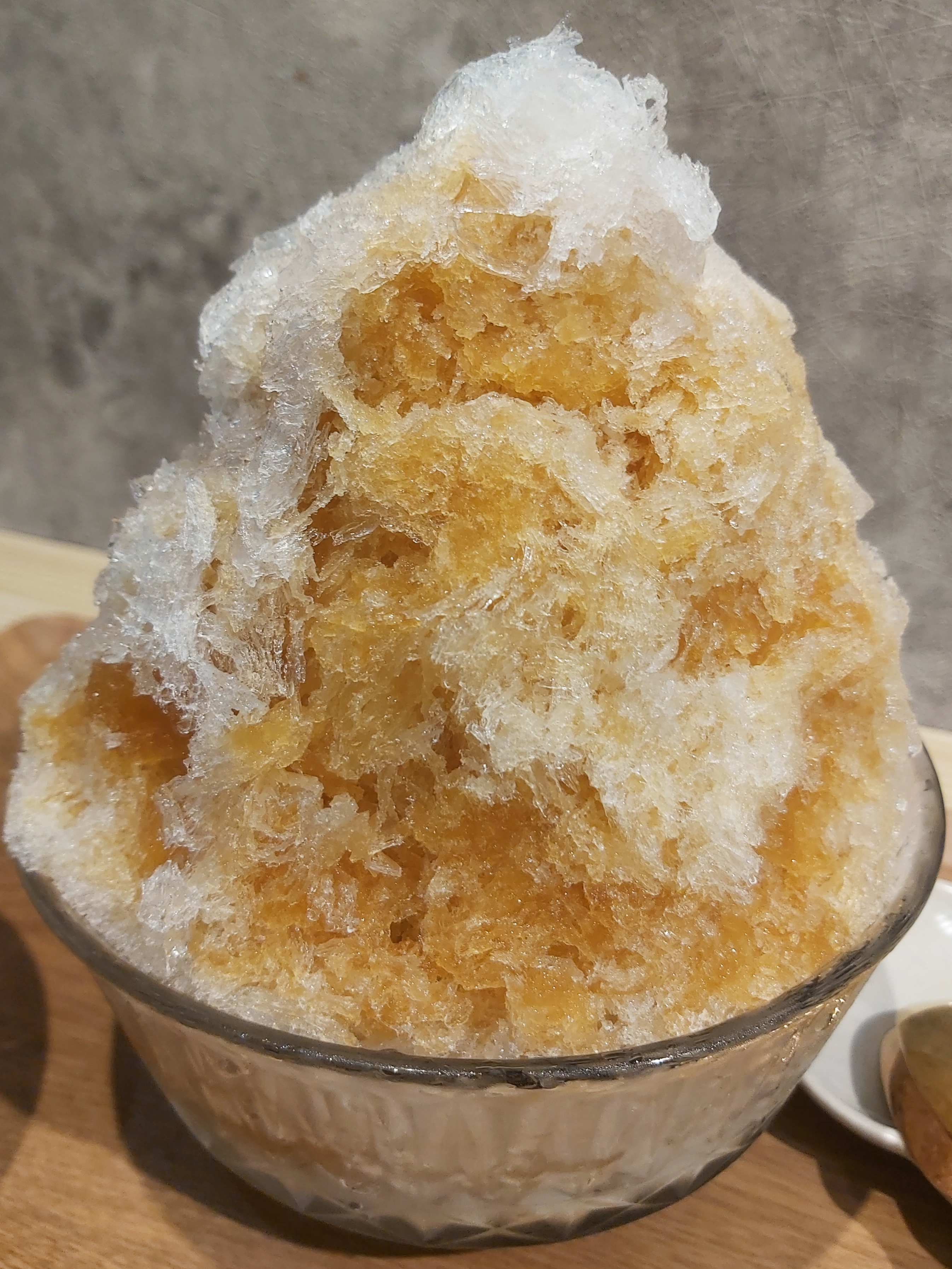
傳統冰菓室內常見的黑糖刨冰

冰菓室，又作冰果室，指稱早期臺灣專門販售冰品的店家，多開設於夜市或戲院商圈附近，盛行於連鎖手搖飲店、咖啡廳、便利商店尚未普及的年代，供人消暑、歇腳、約會之用，是20世紀1940至1980年代末期臺灣具獨特代表性的社交場所。

## 名稱
冰菓室的「冰菓」，源自日文的「氷菓」（ひょうか）或「氷菓子」（こおりがし），冰菓一詞泛指將果汁、牛奶或糖水等原料冷凍後製成的甜點。

## 歷史
冰菓室的前身是日治時期的日式“喫茶店”，以茶為主，同時佐以小吃和水果。戰後，以日籍人士為主要客群的“喫茶店”式微，紛紛轉型為“冰菓室”，僅販賣冰品與水果。